# Georgios Orphanidis
Georgios Orfanidis  (Grieks Γεώργιος Δ.•Ορφανίδης) (İzmir, 1859 -  1942) was een Grieks schutter .

## Biografie
Orfanidis won tijdens de eerste Olympische Zomerspelen in 1896 in eigen land won Orfanidis de gouden medaille op het onderdeel vrij geweer 300 m elke houdingen en de zilveren medaille op het snelvuurpistool 25 m. Tien jaar later tijdens de Tussenliggende spelen van 1906 won Orfanidis wederom een gouden medaille in eigen land.

## Resultaten

### Olympische Zomerspelen
| Jaar | Plaats | Resultaten                                                                                                |
| ---- | ------ | --- |
| 1896 | Athene | vrij geweer 300 m elke houdingen · snelvuurpistool 25 m · 5e vrij pistool 30 m · 5e militair geweer 200 m |
| 1906 | Athene | 50m vrij pistool · 4e vrij geweer 300 m 3 houdingen                                                       |
| 1908 | Londen | 7e 50y 50m vrij pistool 7e militair geweer 9e 300m vrij geweer drie posities team                         |

1896: Georgios Orphanidis ·
1900: Emil Kellenberger ·
1908: Albert Helgerud ·
1912: Paul Colas ·
1920: Morris Fisher ·
1948: Emil Grünig ·
1952: Anatoli Bogdanov ·
1956: Vassili Borissov ·
1960: Hubert Hammerer ·
1964: Gary Anderson ·
1968: Gary Anderson ·
1972: Lones Wigger